# Joseph M. Terrell
Joseph Meriwether Terrell (Greenville, 6 giugno 1861 – Atlanta, 17 novembre 1912) è stato un politico statunitense.

## Biografia
Nacque nel 1861 in una famiglia di bottegai e piccoli proprietari terrieri; indirizzato agli studi di legge, nel 1882 divenne avvocato. Nel 1884 entrò in politica, riscuotendo molto successo come sostenitore dell'ammodernamento della pubblica istruzione, soprattutto rivolta agli afroamericani.
Nel 1892 divenne procuratore generale della Georgia e lo rimase per i successivi dieci anni, dimostrando grandi capacità legali e oratorie. Forte di ciò pensò di candidarsi come governatore della Georgia già nel 1898, ma attese fino al 1902 a causa delle tensioni razziali montanti. Vinte senza opposizione le elezioni di quell'anno, si concentrò sul miglioramento del sistema educativo, rinforzando anche il controllo sul sistema elettorale e combattendo la compravendita di voti, fenomeno allora estremamente diffuso. Il suo mandato, altrimenti abbastanza positivo, venne macchiato dal massacro di Atlanta del 1906, perpetrato dai suprematisti bianchi ai danni degli afroamericani, e a cui le autorità georgiane non seppero rispondere adeguatamente.
Dopo la fine del suo mandato nel 1907 entrò in competizione con il politico in ascesa Hoke Smith, e per questo si alleò con Joseph M. Brown, sostenendolo quando questi venne eletto governatore nel 1909, ricevendo in cambio la nomina a senatore. Il suo mandato fu comunque breve, poiché dopo pochi mesi a Washington venne colto da un ictus; rimasto paralizzato per metà, il rivale Hoke Smith, allora governatore, approfittò della situazione per rimuoverlo dall'incarico, nonostante le proteste dello stesso senatore che avrebbe voluto continuare a ricoprirlo.
Terrell morì l'anno successivo, affetto dalla malattia di Bright e dai postumi dell'ictus.